# 英格·索倫森
英格·索倫森（丹麥語：Inge Sørensen，1924年7月18日—2011年3月9日），即後來的英格·塔布爾（Inge Tabur），有時也被稱為「Lille henrivende Inge（可愛的小英格）」，是一名丹麥女子游泳運動員，12歲時在1936年柏林夏季奧林匹克運動會上獲得200公尺蛙式銅牌。這使她成為奧運個人比賽中最年輕的獎牌得主。
1936年至1944年間，她贏得九次丹麥錦標賽、兩次北歐錦標賽和一次歐洲錦標賽。她創造了14項丹麥蛙式紀錄。她還打破400公尺和500公尺蛙式的世界紀錄，並成為丹麥第一位200公尺蛙式成績低於3分鐘的女游泳選手。
第二次世界大戰中斷了她的游泳生涯。戰後，她嫁給了一位丹麥工程師，並移居國外，最後定居美國。

## 早年生活
索倫森1924年出生於丹麥斯科夫舍韋德，是一名魚販的女兒。她3歲時開始在哥本哈根北部的斯科夫舍韋德港游泳，1936年11歲時首次獲得丹麥200公尺蛙式冠軍。因此，她入選同年的柏林奧運。

## 職業生涯

### 1936年柏林奧運

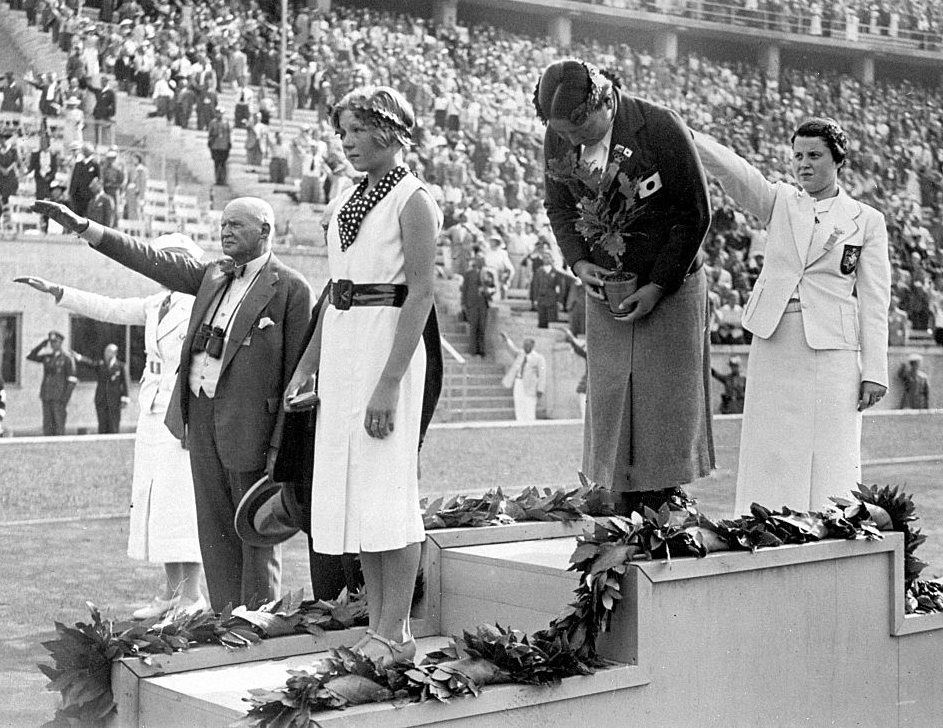
英格·索倫森（前）在1936年奧運上

在12歲的奧運會上，索倫森獲得200公尺蛙式銅牌。她是奧運個人比賽中最年輕的獎牌得主。她在8月11日的決賽是丹麥電台首次現場直播的比賽，這本身就引起了轟動。比賽期間，她得到了一個暱稱「Lille henrivende Inge（可愛的小英格）」。
從柏林返回後，她和另一位丹麥女獎牌得主拉因希爾德·赫維格在哥本哈根受到了混亂的歡迎。

### 1938年倫敦歐洲錦標賽
1936年至1938年間，儘管人們擔心青春期會拖慢她的速度，但索倫森的游泳成績還是有所提高。在1938年倫敦歐洲游泳錦標賽上，她獲得200公尺蛙式金牌。

### 第二次世界大戰
1939年至1941年是索倫森職業生涯的巔峰時期。1939年，她打破400公尺和500公尺蛙式的世界紀錄；1941年，她成為丹麥第一位200公尺蛙式成績低於3分鐘的女游泳選手。
然而，第二次世界大戰意味著1940年和1944年的夏季奧運會以及1942年的歐洲錦標賽被取消。這使她在1944年結束了自己的游泳生涯。
與其他丹麥游泳選手如拉因希爾德·赫維格不同，她在戰爭期間沒有前往德國參加國際比賽。

## 晚年生活
1946年，索倫森接受指導和教練教育，之後教授體操和游泳。1948年，她與丹麥工程師亞努斯·塔布爾（Janus Tabur）結婚，之後跟隨他去了南非，後來又去了加拿大，1951年去了美國。她住在紐澤西州，直到2011年去世，享年86歲。

## 備註
1. ↑  她是1936年該計畫三名丹麥女游泳運動員之一。另一位丹麥女選手艾爾斯·雅各布森（英语：Else Jacobsen）在1932年奧運會上獲得了同一項目的銅牌。
2. ↑  30,000人在車站等著他們，封鎖了所有出口，因此他們必須沿著鐵軌離開。英格弄丟了她的娃娃，可能就是照片上的那個[10]。
3. ↑  丹麥女子游泳運動員麗克·默勒·彼澤森從2013年到2021年一直保持著200公尺蛙式的世界紀錄。時間：2分19秒11。
4. ↑  1940年至1945年，丹麥被德國佔領。